# Imigração em Curitiba
A imigração em Curitiba deixou fortes marcas na demografia, cultura e economia da capital do Paraná. Numa cidade que antes era povoado e depois passou a ser hoje metrópole, o traço fundamental que deu definição ao perfil de Curitiba é fruto dos imigrantes que chegaram de uma grande variedade de procedências. Povos da Europa, da Ásia e da África colaboraram para formar a estrutura da população, da economia, da sociedade e da cultura da cidade. Igualmente, imigrantes que vieram de São Paulo, do Rio Grande do Sul, de Minas Gerais, de Santa Catarina, do Rio de Janeiro, da Região Nordeste do Brasil, ou seja, brasileiros do total das unidades federativas também aí são encontrados, como os construtores da imagem que Curitiba tem hoje.
Depois que o Paraná se emancipou (1854) e depois que o governo imperial incentivou a colonização em meados do século XIX, Curitiba transformou-se num reduto de imigrantes europeus estabelecidos de modo intensivo na região. Imigrantes que vieram dos atuais países europeus da Alemanha, da França, da Suíça, da Polônia, da Itália e da Ucrânia, nas cidades ou nos núcleos coloniais, deram um novo ritmo de crescimento à cidade e influíram marcantemente os hábitos e costumes do lugar.

### Imigração alemã
Em 1872, de acordo com que a história registra, os alemães já estavam notavelmente presentes na capital do município. Os alemães começaram a processar a industrialização - metalurgia e gráfica -, deram impulso ao comércio, começaram a modificar a arquitetura e difundiram os costumes da alimentação. Também disseminaram a noção de associativismo.

### Imigração polonesa
Os poloneses vieram a Curitiba em 1871. Fundaram as colônias de Tomás Coelho (Araucária), Muricy (São José dos Pinhais), Santa Cândida, Orleans, Pilarzinho e Abranches. Dedicavam-se à lavoura e ao comércio. Atualmente constituem em Curitiba a segunda maior diáspora polonesa do Brasil e a primeira do mundo, perdendo apenas para Chicago. O Memorial da Imigração Polonesa foi inaugurado em 13 de dezembro de 1980, após a visita do Papa João Paulo II na cidade em junho do mesmo ano. Sua área é de 46 mil metros quadrados, onde havia uma fábrica de velas.

### Imigração italiana
Os primeiros italianos vieram a Curitiba em 1872. Eles fundaram, em 1878, o bairro Santa Felicidade, em terras que eles compraram dos irmãos Borges e a região recebeu o nome que homenageou Felicidade Borges. Assim que vieram do Norte da Itália, eram, em sua maior parte, operários, artesãos, profissionais especializados, comerciantes. Os do Sul da Itália eram dedicados à lavoura e os novos implementos agrícolas foram introduzidos por eles. Da mesma forma que os poloneses, eles eram vendedores na cidade, por meio de carroça, de suas hortaliças produzidas.

### Imigração ucraniana
Os ucranianos chegaram em 1895. Foram estabelecidos no Campo da Galícia (atual Praça 29 de Março, no centro, e periferia) e expandiram suas propriedades no decorrer da atual avenida Cândido Hartmann e pelo total do bairro Champagnat.

### Comunidade judaica
Curitiba tem uma comunidade judaica bem estabelecida, originalmente estabelecida em 1870. Grande parte da congregação judaica inicial foi assimilada. Em 1937, com a conquista do poder pelos nazistas na Alemanha, vários acadêmicos judeus alemães notáveis foram admitidos no Brasil, alguns deles situando-se em Curitiba.
O físico César Lattes e os ex-prefeitos Jaime Lerner e Saul Raiz eram judeus. Um monumento em memória do Holocausto foi construído na cidade. Existe também um centro comunitário, uma casa Habad (Beit Chabad), em Curitiba, bem como pelo menos duas sinagogas e dois cemitérios judaicos.

### Imigração japonesa
Os japoneses estavam presentes em Curitiba a partir de 1915, quando Mizumo Ryu chegou ao Brasil. Em 1924 a maioria deles foram deslocados e fixados em bairros como Uberaba, Campo Comprido e Santa Felicidade, além do município de Araucária.

### Imigração síria e libanesa
Nos primeiros anos do século XX, os sírios e libaneses foram estabelecidos como comerciantes de roupas, sapatos, tecidos e armarinhos. Devido aos aspectos das lojas, o centro de Curitiba foi ocupado pelos sírios e libaneses. Os primeiros imigrantes eram vendedores das novidades nas colônias de maior distância em viagem em lombo de burro e dando umas três batidas de casa em casa.